# Andrzej Czerwiński

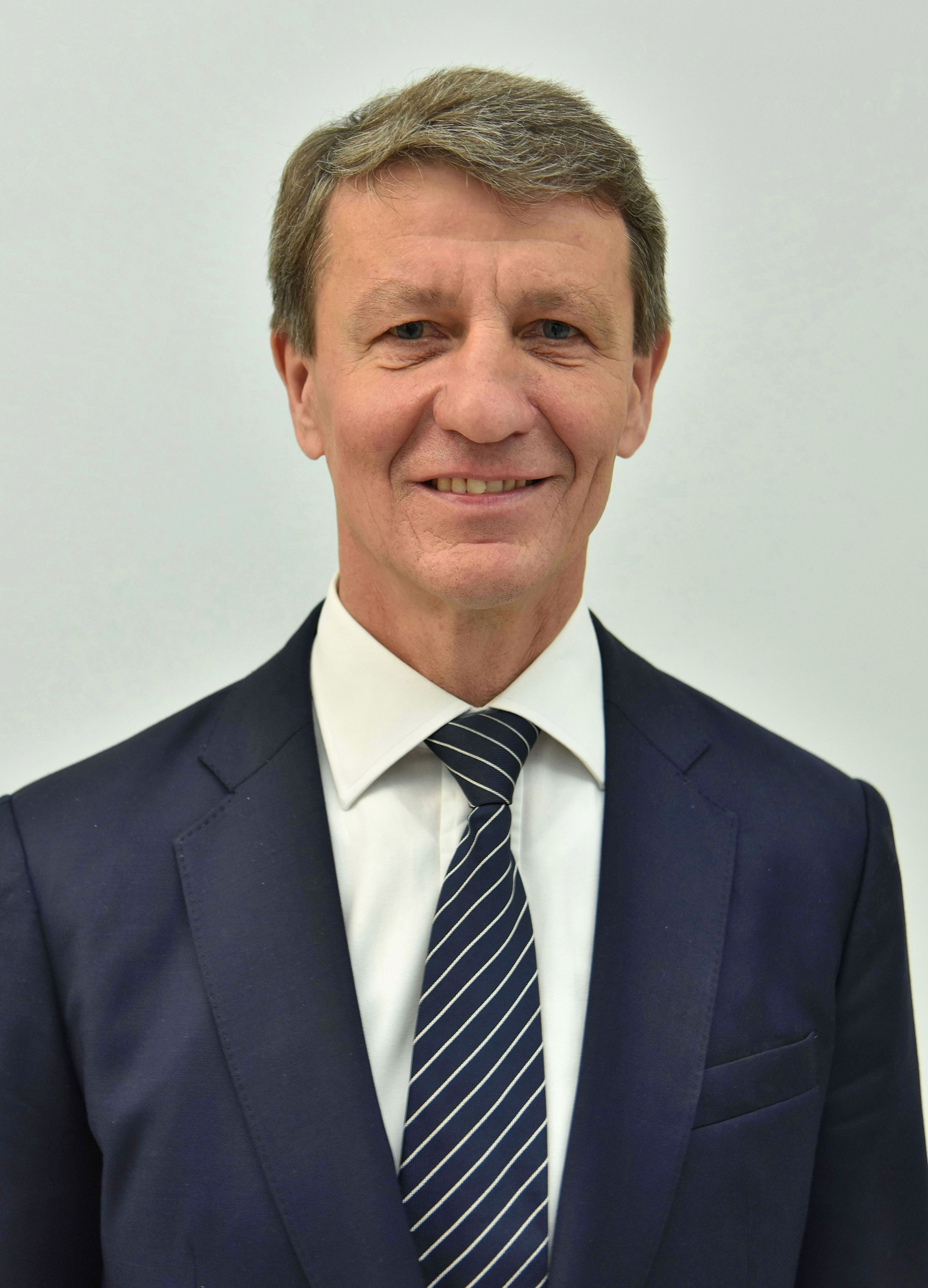
Andrzej Czerwiński (2016)

Andrzej Stanisław Czerwiński (* 8. November 1954 in Nowy Sącz) ist ein polnischer Politiker (Platforma Obywatelska).
Seit dem 25. September 2005 ist er Abgeordneter der Partei „Platforma Obywatelska“ im Sejm. Er wurde erstmals mit 13.770 Stimmen aus dem Wahlkreis 14 Nowy Sącz gewählt. Er ist verheiratet.
1994 bis 2001 war er Stadtpräsident seiner Geburtsstadt. Am 15. Juni 2015 teilte die polnische Ministerpräsidentin Ewa Kopacz mit, dass Czerwiński als neuer Schatzminister berufen wird. Er wurde am 16. Juni 2015 vereidigt. Mit dem Regierungswechsel nach den Parlamentswahlen am 25. Oktober 2015 endete auch seine Amtszeit als Minister.